# 賴辛森 (印地安納州)
賴辛森（英語：Rising Sun）是一個位於美國印地安納州俄亥俄縣的城市。根據2010年美國人口普查，該地人口為2349人，而該地的面積約為4.18平方千米。同時該地也是俄亥俄縣的縣治。

## 地理
賴辛森的座標為38°57′00″N 84°51′24″W / 38.95000°N 84.85667°W，而該地的平均海拔高度為153米（即502英尺）。